# (2923) Schuyler
(2923) Schuyler (1977 DA) – planetoida z pasa głównego asteroid okrążająca Słońce w ciągu 3,85 lat w średniej odległości 2,46 j.a. Odkryta 22 lutego 1977 roku.